# Iljinskoje-Chowanskoje
Iljinskoje-Chowanskoje (ros. Ильинское-Хованское) – osiedle typu miejskiego w Rosji, w obwodzie iwanowskim, ośrodek administracyjny rejonu iljińskiego. W 2021 liczyło 3092 mieszkańców.